# Malk Göhren
Malk Göhren es un municipio situado en el distrito de Ludwigslust-Parchim, en el estado federado de Mecklemburgo-Pomerania Occidental (Alemania), a una altitud de 22 metros. Su población a finales de 2016 era de 407 habs. y su densidad poblacional, 18 hab/km².
Se encuentra ubicado a pocos kilómetros al norte de la frontera con el estado de Brandeburgo.